# Цемель, Леа
Леа Цемель (ивр. לאה צמל‎; род. 19 июня 1945) — израильский адвокат, получивший широкую известность за участие в ряде нашумевших дел.
Участвовала в судебных процессах на стороне палестинцев, обвиненных в террористической деятельности. Цемель также защищала в суде членов «Организация освобождения Палестины», в 1972 году признанных виновными в шпионаже в пользу Сирии.

## Фильм
В 2019 году про Лею Цемель снят документальный фильм Адвокат.